# Iamantau
Muntele Iamantau este situat în Munții Ural, Bașchiria, Federația Rusă. În limba bașchiră numele său înseamnă ”munte rău”. Vârful se ridică la 1.640 m deasupra nivelului mării, fiind astfel cel mai înalt munte din Uralii Meridionali. Statele Unite suspectează că la fel ca Muntele Kosvinski (la 600 km spre nord) acesta adăpostește o instalație nucleară secretă sau un buncăr, ori chiar ambele. Orașul militar închis Mejgorie se află în apropiere. În 2003 complexul de pe Iamantau nu era încă complet funcțional.

## Complexul militar
La sfârșitul anilor 1990, pe timpul conducerii lui Boris Elțin, imaginile americane din satelit au observat lucrări vaste de excavare în zona. Deasupra complexului s-au construit cel puțin două garnizoane (Belorețk-15 și Belorețk-16), posibil chiar trei (plus Alkino-2). Împreună acestea au devenit orașul închis Mejgorie în 1995 și se presupune că fiecare găzduiește câte 30.000 de muncitori. Complexul este de asemenea conectat la rețeaua de cale ferată.
La întrebările repetate ale Statelor Unite în privința muntelui Iamantau autoritățile ruse au oferit mai multe răspunsuri diferite, că acesta este fie locul unei mine, fie un depozit pentru comorile rusești, fie o zonă de stocare a alimentelor sau un buncăr nuclear destinat liderilor țării. În 1996 Ministerul Apărării din Federația Rusă a afirmat că ”în Ministerul Apărării al Rusiei nu există practica de a informa mass media străină despre instalațiile aflate în construcție care, indiferent de scopul lor, urmează să consolideze securitatea Rusiei”. Un raport al Congresului SUA din 1997, legat de National Defense Authorization Act din 1998, susținea că Federația Rusă ducea ”o politică de negare și înșelăciune” în privința complexului de pe munte, asta după ce oficialii americani le-au oferit diplomaților ruși tururi prin Complexul Muntele Cheyenne, ceea ce ”nu pare să corespundă cu diminuarea pericolelor strategice, deschiderea și cooperarea care stau la baza parteneriatului strategic dintre Statele Unite și Rusia”.

## Galerie
|  |  |  |